# Halowe Mistrzostwa Świata w Lekkoatletyce 2016 – bieg na 1500 m mężczyzn
Bieg na 1500 metrów mężczyzn – jedna z konkurencji biegowych rozgrywanych podczas halowych lekkoatletycznych mistrzostw świata w Oregon Convention Center w Portlandzie.
Tytułu mistrzowskiego z 2014 roku nie obronił Dżibutyjczyk Ayanleh Souleiman.

## Minimum kwalifikacyjne
Aby zakwalifikować się do mistrzostw, należało wypełnić minimum kwalifikacyjne wynoszące 3:39,50 (hala) lub 3:33,00 na otwartym stadionie (uzyskane w okresie od 1 stycznia 2015 do 7 marca 2016).

## Terminarz
| Data     | Godzina |            |
| -------- | ------- | ---------- |
| 17 marca | 18:20   | Eliminacje |
| 19 marca | 14:05   | Finał      |

## Rekordy
W poniższej tabeli przedstawiono (według stanu przed rozpoczęciem mistrzostw) halowe rekordy świata, poszczególnych kontynentów oraz halowych mistrzostw świata.
|                                   | Zawodnik           | Wynik   | Miejsce    | Data                  |
| --------------------------------- | ------------------ | ------- | ---------- | --------------------- |
| Halowy rekord świata              | Hicham El Guerrouj | 3:31,18 | Stuttgart  | 2 lutego 1997(dts)    |
| Rekord halowych mistrzostw świata | Haile Gebrselassie | 3:33,77 | Glasgow    | 20 lutego 2016(dts)   |
| Halowy rekord Afryki              | Hicham El Guerrouj | 3:31,18 | Stuttgart  | 2 lutego 1997(dts)    |
| Halowy rekord Ameryki Południowej | Iván López         | 3:39,39 | Sabadell   | 19 lutego 2016(dts)   |
| Halowy rekord Ameryki Północnej   | Galen Rupp         | 3:34,78 | Boston     | 26 stycznia 2013(dts) |
| Halowy rekord Australii i Oceanii | Nick Willis        | 3:35,80 | Birmingham | 20 lutego 2010(dts)   |
| Halowy rekord Azji                | Belal Mansoor Ali  | 3:36,28 | Sztokholm  | 20 lutego 2007(dts)   |
| Halowy rekord Europy              | Andrés Manuel Díaz | 3:33,32 | Pireus     | 24 lutego 1999(dts)   |

## Listy światowe
Tabela przedstawia 10 najlepszych wyników uzyskanych w sezonie halowym 2016 przed rozpoczęciem mistrzostw.
| Lp. | Zawodnik               | Wynik   | Data      | Miejsce   |
| --- | ---------------------- | ------- | --------- | --------- |
| 1.  | Abdalaati Iguider      | 3:34,94 | 20 lutego | Glasgow   |
| 2.  | Matthew Centrowitz     | 3:35,91 | 20 lutego | Nowy Jork |
| 3.  | Nick Willis            | 3:36,12 | 20 lutego | Nowy Jork |
| 4.  | Ayanleh Souleiman      | 3:36,30 | 20 lutego | Glasgow   |
| 5.  | Mohamad Al-Garni       | 3:36,35 | 20 lutego | Doha      |
| 6.  | Benson Kiplagat Seurei | 3:37,08 | 20 lutego | Doha      |
| 7.  | Said Aden Said         | 3:37,29 | 20 lutego | Doha      |
| 8.  | Musaab Adam Ali        | 3:37,30 | 20 lutego | Doha      |
| 9.  | Bethwell Birgen        | 3:37,55 | 20 lutego | Glasgow   |
| 9.  | Vincent Kibet          | 3:37,55 | 20 lutego | Glasgow   |

## Wyniki
| CR – rekord mistrzostw \| NR – rekord kraju \| AR – rekord kontynentu \| SB – najlepszy wynik w sezonie \| PB – rekord życiowy |

### Eliminacje
Awans: Pierwszych trzech z każdego biegu (Q) oraz trzech z najlepszymi czasami wśród przegranych (q). Źródło: IAAF
| Pozycja | Bieg | Zawodnik           | Reprezentacja     | Czas    | Uwagi |
| ------- | ---- | ------------------ | ----------------- | ------- | ----- |
| 1.      | 2    | Ayanleh Souleiman  | Dżibuti           | 3:41,04 | Q     |
| 2.      | 2    | Chris O’Hare       | Wielka Brytania   | 3:41,09 | Q     |
| 3.      | 2    | Robby Andrews      | Stany Zjednoczone | 3:41,21 | Q     |
| 4.      | 2    | Aman Wote          | Etiopia           | 3:41,25 | q     |
| 5.      | 2    | Vincent Kibet      | Kenia             | 3:41,42 | q     |
| 6.      | 2    | Nick Willis        | Nowa Zelandia     | 3:41,53 | q     |
| 7.      | 2    | Marc Alcalá        | Hiszpania         | 3:42,02 |       |
| 8.      | 1    | Matthew Centrowitz | Stany Zjednoczone | 3:47,15 | Q     |
| 9.      | 1    | Dawit Wolde        | Etiopia           | 3:47,24 | Q     |
| 10.     | 1    | Jakub Holuša       | Czechy            | 3:47,62 | Q     |
| 11.     | 1    | Iván López         | Chile             | 3:48,63 |       |
| 12.     | 1    | Charlie Grice      | Wielka Brytania   | 3:49,03 |       |
| 13.     | 1    | Bethwell Birgen    | Kenia             | 3:49,35 |       |
| 14.     | 2    | Erick Rodriguez    | Nikaragua         | 3:58,37 | NR    |
| –       | 1    | Manuel Olmedo      | Hiszpania         | DNF     |       |

### Finał
Źródło: IAAF
| Pozycja | Zawodnik           | Reprezentacja     | Czas    | Uwagi |
| ------- | ------------------ | ----------------- | ------- | ----- |
| 01 !    | Matthew Centrowitz | Stany Zjednoczone | 3:44,22 |       |
| 02 !    | Jakub Holuša       | Czechy            | 3:44,30 |       |
| 03 !    | Nick Willis        | Nowa Zelandia     | 3:44,37 |       |
| 4.      | Robby Andrews      | Stany Zjednoczone | 3:44,77 |       |
| 5.      | Dawit Wolde        | Etiopia           | 3:44,81 |       |
| 6.      | Aman Wote          | Etiopia           | 3:44,86 |       |
| 7.      | Vincent Kibet      | Kenia             | 3:45,17 |       |
| 8.      | Chris O’Hare       | Wielka Brytania   | 3:46,50 |       |
| 9.      | Ayanleh Souleiman  | Dżibuti           | 3:53,69 |       |